# قطعنامه ۳۲۶ شورای امنیت
قطعنامه ۳۲۶ شورای امنیت سازمان ملل متحد که در تاریخ ۰۲ فوریه ۱۹۷۳ تصویب شد، سندی بین‌المللی دربارهٔ فتنه انگیزی‌های رودزیای جنوبی است. این قطعنامه طی نشست ۱٬۶۹۱ام
با ۱۳ موافق،۰ مخالف و۲ ممتنع تصویب شد.